# Cristo risorto (Moroni)
Il Cristo risorto è un'opera di Giovan Battista Moroni olio su tavola, conservata nella pinacoteca del Museo Adriano Bernareggi in Via Pignolo di Bergamo.

## Storia
Il dipinto viene citato da Gerolamo Marenzi nel suo Guida di Bergamo del 1824 presente nella sagrestia del Duomo di Bergamo come opera di nostro Signore su di una picciola tavoletta eseguita da Gio Battista Morone.
La seconda indicazione viene dal Cenno storico artistico del 1855 indicato come quadretti di molto merito [...] un Cristo risorto di Gio Battista Morone. 

Sicuramente errata la descrizione che ne fece Davide Cugini nel 1939: Questa piccola tavola ricorda il Cristo Risorgente dello Stendardo di Villa di Serio rispetto al quale potrebbe essere un bozzetto preparatorio. Lo stesso storico riprenderà il dipinto quando ne descriverà un altro di sua proprietà che, con le perizie di Giuseppe Fiocco e di Achille Locatelli Milesi, sarà attribuito al Moroni; in seguito sarà riconosciuto come un lavoro di Gian Paolo Lolmo
Il Cugini fa anche una descrizione dettagliata del retro del dipinto che presenta un'incavatura che dovrebbe corrispondere alla toppa di una serratura, quindi la considera la tavola di chiusura di un tabernacolo, e indica inoltre che il legno è duro e resistente di ottima qualità.
Nei restauri del 1958 di Sandro Angelini e Mauro Pelliccioni la tavola viene ripulita dagli strati di sporco che si erano accumulati negli anni: Oscurato da un velo di sudiciume e di vernici alterate, il dipinto è stato oggetto di pulitura, la tavola leggermente incurvata è stata raddrizzata. Il dipinto viene esposto alla mostra del 1960 curata dall'amministrazione comunale cittadina, dove viene vista dallo storico Rodolfo Pallucchini il quale ne fa una miglior descrizione: Finalmente si leggeva il piccolo Cristo Risorto della Sagrestia del Duomo di Bergamo, liverato dal velo di sudiciume che lo oscurava; l'opera, tradizionalmente attribuita al Moroni è molto vicina al Moretto. Proprio in questa caratteristica strettamente morettiana che avvicina il dipinto ai lavori del Moretto, maestro del Moroni, la storica Mina Gregori fa la datazione del dipinto alla sua età giovanile, intorno e non antecedente il 1548, teoria che venne confermata da Francesco Frangi
Il Frangi ricostruisce anche un tabernacolo dipinto dal Moroni poi smembrato e diviso in cinque tavole che sono state collocate in siti differenti. Due santi martiri sarebbe conservati presso la pinacoteca Tosio Martinengo a Brescia, il profeta Elia all'Histoire di Cognac e due angeli in preghiera conservati in una collezione privata.. La possibilità di riunione delle tavole è purtroppo remota in quanto la parte mancante di questa tavola renderebbe la ricongiunzione improbabile. Le due tavole raffiguranti i santi che, se erano stati identificati in quelli patroni di Brescia Faustino e Giovita, dovrebbero essere riconducibili a san Fermo e san Rustico di cui nel Duomo di Bergamo vi sono conservate le reliquie nell'altare a loro dedicato.

## Descrizione
Il dipinto. di piccole dimensioni, raffigura Cristo risorto benedicente, fortemente rifilato in ogni suo lato, ma particolarmente nella parte superiore che doveva raffigurare il vessillo crociato di cui rimane la testimonianza in un piccolo lembo sul lato sinistro. La tavola nella sua forma originale era sicuramente più slanciata di quanto ristretta appaia. 
La parte inferiore raffigura il sepolcro e riporta la scritta IN RESVRRECTION/TVA/CÆLLET TERRA/LETENTVR, che è parte finale del responsorio della lode mattutina che veniva recitata ogni domenica in albis.